# 乌石镇 (湘潭县)
乌石镇，是中华人民共和国湖南省湘潭市湘潭县下辖的一个乡镇级行政单位。

## 行政区划
乌石镇下辖以下地区：
瓦子坪社区、天明村、坝湾村、双庙村、龙塘村、联塘村、铁山村、乌石村、寺冲村、旗头村、明德村、龚泉村、坪山村、公平村、狮龙村、安平村、槐塘村、岳冲村、景泉村、云峰村、四美村、双石村、双乐村、双峰村、斑竹村、珍珠村、大塘村、九节龙村、洪家山村、奇才村和羊塘村。

## 照片
- 彭德怀铜像
- 彭德怀故居房屋
- 彭德怀墓
- 彭德怀纪念馆
- 彭德怀故居